# John Fontenay

John Fontenay

John Fontenay (* um 1770 vermutlich in Pennsylvania oder Massachusetts; † 7. März 1835 in Hamburg) war ein Schiffsmakler, Reeder und Kaufmann, der ab etwa 1800 überwiegend in Hamburg lebte. Er hatte dort zahlreiche Grundstücke und Immobilien erworben. An Fontenay erinnern heute in Hamburg drei Straßennamen im als „Fontenay“ bezeichneten Areal am südwestlichen Ufer der Außenalster.

## Leben

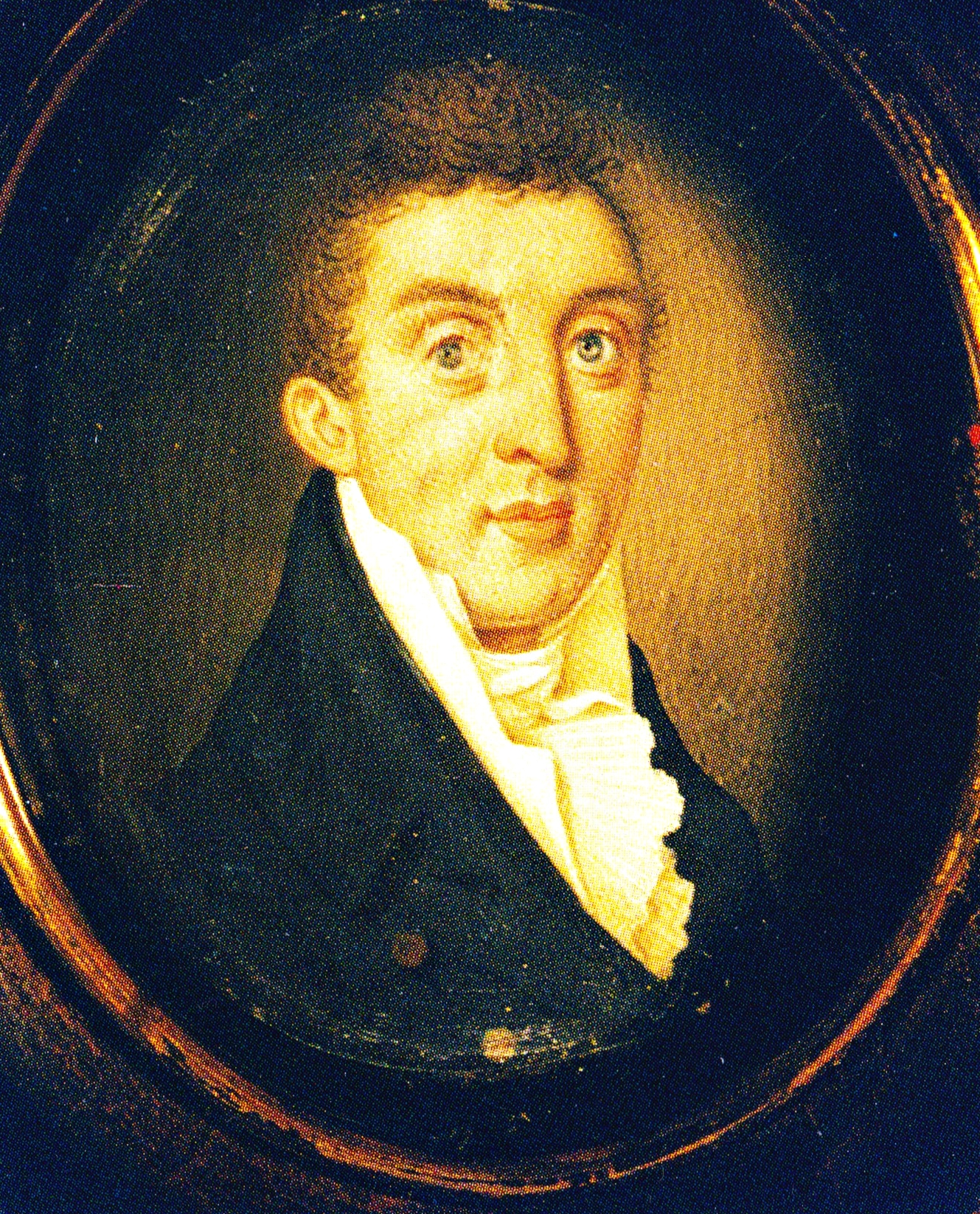
Fontenay Anfang 30

### Kindheit und Jugend
Über die ersten Lebensjahre bis zu seiner Ankunft in Hamburg ist wenig bekannt; Geburtsort und Geburtsdatum sind unklar. Fontenay, der selbst nie Geburtstag feierte, gab an, um die Jahreswende 1769/70 in Philadelphia geboren worden zu sein.: Seite 16 Forscher vermuten, dass ihn seine Mutter, Jane Fontenay, als 13-jährige Auswanderin mehrere Monate nach der Ankunft in Amerika auf Swan Island gebar. Sie war vermutlich während der Überfahrt von der Kanalinsel Jersey nach Boston auf dem Schoner „Molly“ von einem Unbekannten geschwängert worden.: Seite 14–17.
Die ersten Lebensjahre verbrachte er vermutlich auf Swan Island im Haushalt von Philip Dumaresq, einem adligen Kaufmann, der Fontenays Mutter als Kindermädchen der Familie beschäftigte.: Seite 18 Im Alter von ungefähr sieben Jahren zog Fontenay in den Haushalt von Samuel Garrigues und Mary Ralph nach Philadelphia, wo er wahrscheinlich bis zum Erwachsenenalter blieb.: Seite 20f. Wann Fontenay nach Hamburg umsiedelte, ist nicht genau bekannt. 1801 wurde sein Name erstmals im Hamburgischen Adressbuch genannt; vermutlich hatte er sich jedoch schon zuvor in der Hansestadt aufgehalten. Am 20. Mai desselben Jahres wurde er zum Schiffsmakler erwählt; sieben Tage später erwarb er das kleine Hamburger Bürgerrecht.: Seite 23–25 Dieses benötigte er für die Heirat mit der vermögenden Witwe Anna Catharina Kirsten, die er am 24. Januar 1802 ehelichte. Kirsten brachte vier unmündige Kinder in die Ehe mit ein, um die sich Fontenay bis an sein Lebensende kümmerte.: Seite 27–29 Bei der Heirat gab er Mary Ralph aus Philadelphia als leibliche Mutter an: Seite 13 und gab zu Protokoll, seit 1797 in Hamburg zu wohnen.: Seite 31

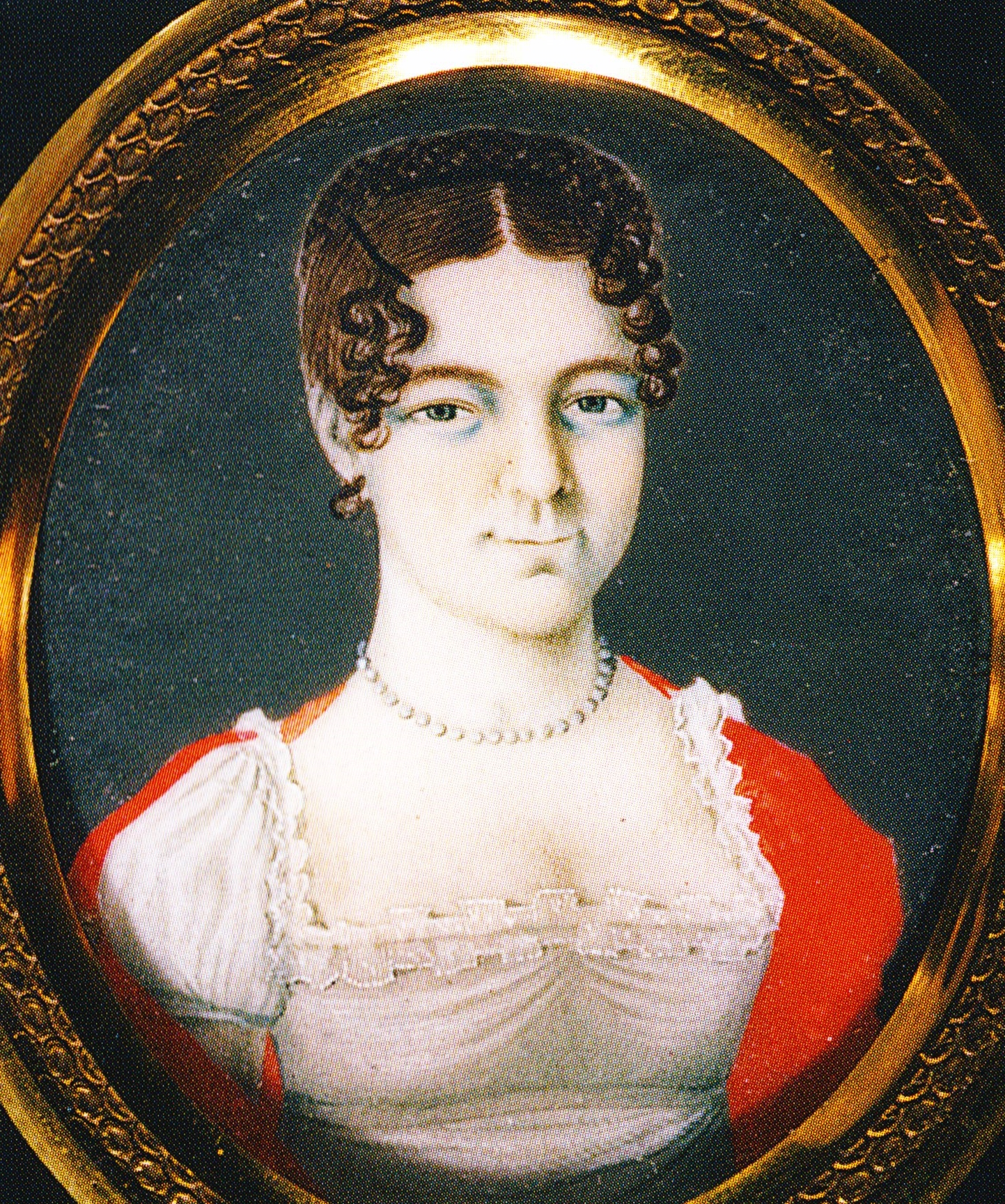
Fontenays Ehefrau Anna Catharina Kirsten um 1802

### Leben in Hamburg
Nachdem Fontenay 1801 seine beruflichen Tätigkeiten in Hamburg aufgenommen hatte, verschlechterte sich, bedingt durch die Elbblockade und die französische Besetzung Hamburgs, die wirtschaftliche Situation seiner Familie. Am 11. April 1810 versteigerte er alle Mobilien der Fontenays und verließ drei Wochen später mit seiner Familie die Hansestadt, um über Glückstadt und Cuxhaven nach England zu reisen, wo sie sich dreizehn Monate aufhielten.: Seite 50 u. 58 Im Juni 1811 setzte die Familie mit dem Parlamentärschiff „Le Brillant“ ins französische Morlaix über, reiste dann nach vierwöchigem Aufenthalt in Paris weiter nach Clermont-Ferrand, wo sie zwei Jahre wohnte. Während sich Fontenay in London noch als Hamburger Kaufmann ausgegeben hatte, trat er in Frankreich als amerikanischer Staatsbürger auf. Die Gründe für die Wahl des französischen Zentralmassivs als Aufenthaltsort sind nicht bekannt. Er lebte dort zurückgezogen und pflegte Beziehungen zu wenigen ortsansässigen Einwohnern. Geschäftstätigkeiten Fontenays aus dieser Zeit sind nicht verzeichnet. Nach der Niederlage Napoleons zog die Familie im Juni 1813 nach Schleswig, damals unter dänischer Herrschaft, und kehrte im Mai 1814 nach Hamburg zurück, wo Fontenay seine Berufstätigkeit wieder aufnahm.: Seite 58–65

## Wirken
Fontenay betätigte sich in Hamburg im Handel und der Schifffahrt und erwarb mehrere Grundstücke und Wohnhäuser. Am gesellschaftlichen oder politischen Leben der Stadt nahm er nicht teil.: Seite 26

### Schiffsmakler, Reeder und Kaufmann
Die Ausbildung zum Schiffsmakler erhielt Fontenay wahrscheinlich bei Johann Wietjes, einem Hamburger Schiffsmakler und Notar, der vermutlich auch Fontenays Wahl zum Schiffsmakler unterstützte. Nachdem Fontenay im Mai 1801 erwählt worden war, fertigte er in diesem Jahr über 100 Schiffe ab, im Folgejahr 133, bis zur Elbblockade Mitte 1803 weitere 50.: Seite 32f. Aufgrund der Blockade liefen Schiffe nun nicht mehr den Hamburger Hafen, sondern Tönning an. Da Fontenay nur wenig Kontakte vor Ort hatte, wickelte er im zweiten Halbjahr 1803 nur acht Abfertigungen ab und arbeitete ab 1804 mit Korrespondenzmaklern zusammen. Dazu gehörte auch Thomas Goulton Hesleden, mit dem der Wahlhamburger ab dem 1. Juli 1804 kooperierte. Hesleden, der in Tönning lebte oder sich dort aufhielt und die Geschäfte in Dänemark abwickelte, übernahm die Rolle des Maklers, während Fontenay als Kaufmann und Reeder tätig wurde, wozu er aufgrund des Maklereids eigentlich nicht berechtigt war.: Seite 34–37 Darüber hinaus bediente er gemeinsam mit Hesleden ab Ende 1804 die Strecke zwischen Hamburg und dem englischen Kingston upon Hull mit einem eigenen Segelschiff.: Seite 60
In Folge der Elbblockade kam das Schiffsmaklergeschäft im Hamburger Hafen nahezu vollständig zum Erliegen. Während Hesleden ab 1809 Geschäfte über das englische Helgoland abwickelte, übernahm Fontenay die Geschäftstätigkeiten der Firma in Tönning und kümmerte sich um die Reparatur seines Segelschiffs in Glückstadt. 1810 entschied er, die beruflichen Tätigkeiten aufzugeben, alle privaten Mobilien zu versteigern und Hamburg zu verlassen.: Seite 49f. Nach seiner Rückkehr in die Hansestadt setzte er die Zusammenarbeit mit Hesleden fort. Am 8. Juni 1814 fertigten sie das erste Schiff ab, bis Ende des Jahres kamen weitere 187 hinzu. Dies waren 22 Prozent aller großen Schiffe, die den Hamburger Hafen in dieser Zeit verließen. 1820 wickelten die Geschäftsleute jedes vierte englische Schiff im Hafen ab. Von 1822 bis 1827 waren Fontenay und Hesleden in der Admiralitätstraße als Makler im Hamburger Adressbuch eingetragen.: Seiten 59 und 65f.

### Immobilienbesitz
Fontenay erwarb im Lauf seines Lebens einen umfangreichen Bestand an Immobilien und Grundstücken in Hamburg, insbesondere im Bereich nördlich des Dammtors. Am 15. Juli 1802 kaufte er ein Haus an der Admiralitätstraße 221/212 (später 61/62), das er lebenslang als Wohn- und Arbeitsstätte nutzte.: Seite 30 1807 und 1808 erwarb er mehrere Grundstücke am Mittelweg mit einer Fläche von ungefähr 5.000 Quadratmetern. Hier ließ er sein Wohnhaus und sein Gartenhaus errichten. Fontenay behielt diese Grundstücke auch während seiner Auslandsreisen.: Seite 46 Während der französischen Besatzung wurden alle Grundstücke und Häuser verwüstet.
Nach seiner Rückkehr in die Hansestadt erwarb Fontenay 1816 ein 50.000 Quadratmeter großes Grundstück am südwestlichen Ufer der Außenalster. Es handelte sich dabei um den von Johannes Flügge gegründeten Ersten Botanischen Garten Hamburgs. In den Folgejahren kaufte er neun weitere Grundstücke in diesem Bereich. Bei Testamentserrichtung umfasste das Areal eine Fläche von 84.000 Quadratmetern.: Seite 67f. Darüber hinaus gehörten ihm mehrere Wohnhäuser in Hamburg, die er im Lauf seines Lebens erworben hatte.: Seite 68

### Segelschiff „Frau Anna“
Zwischen 1804 und 1810 war Fontenay Besitzer eines eigenen Segelschiffs. Das 1800 erbaute, nach dem Vornamen seiner Gattin „Frau Anna“ bzw. „Fraw Anna“ genannte Schiff mit 194 Bruttoregistertonnen und zwölf Fuß Tiefgang hatte er gemeinsam mit seinem Schwager Hinrich Friedrich Ballheimer erworben. Da Fontenay Makler war und somit nicht als Reeder fungieren durfte, gab er im Schiffsregister Lloyd’s Herrn Balemen, Balleman oder Ballemann als Eigentümer an. Aufgrund von Hesledens Beziehungen durfte das Schiff unter Hamburger Flagge trotz der Elbblockade aus dem Hamburger Hafen ausfahren. Das um 1800 erbaute Schiff havarierte bis 1810 drei Mal.: Seite 38–43 Fontenay verkaufte die „Frau Anna“ während seines Aufenthalts in London im November 1810 an seine englischen Geschäftspartner Glee, Blades und Loft, vermutlich, um damit seine Reisen nach England, Frankreich und Dänemark finanzieren und den Lebensunterhalt der Familie bestreiten zu können.: Seite 60

## Kontorflagge

Reedereiflagge Kirsten

Fontenay und Hesleden verwendeten einen Wimpel mit sieben roten und sechs weißen Streifen für bemakelte Schiffe der englischen Reederei Gee & Co. Der Wimpel ist heute am Haus Alsterufer 34 gehisst.: Seite 117  Historische Abbildungen zeigen den Wimpel mit bis zu neun roten und acht weißen Streifen. Die von Fontenays Stiefsohn mitgegründete Reederei von Adolph Kirsten verwendete eine Flagge mit fünf roten und vier weißen Streifen.

## Familiengrab

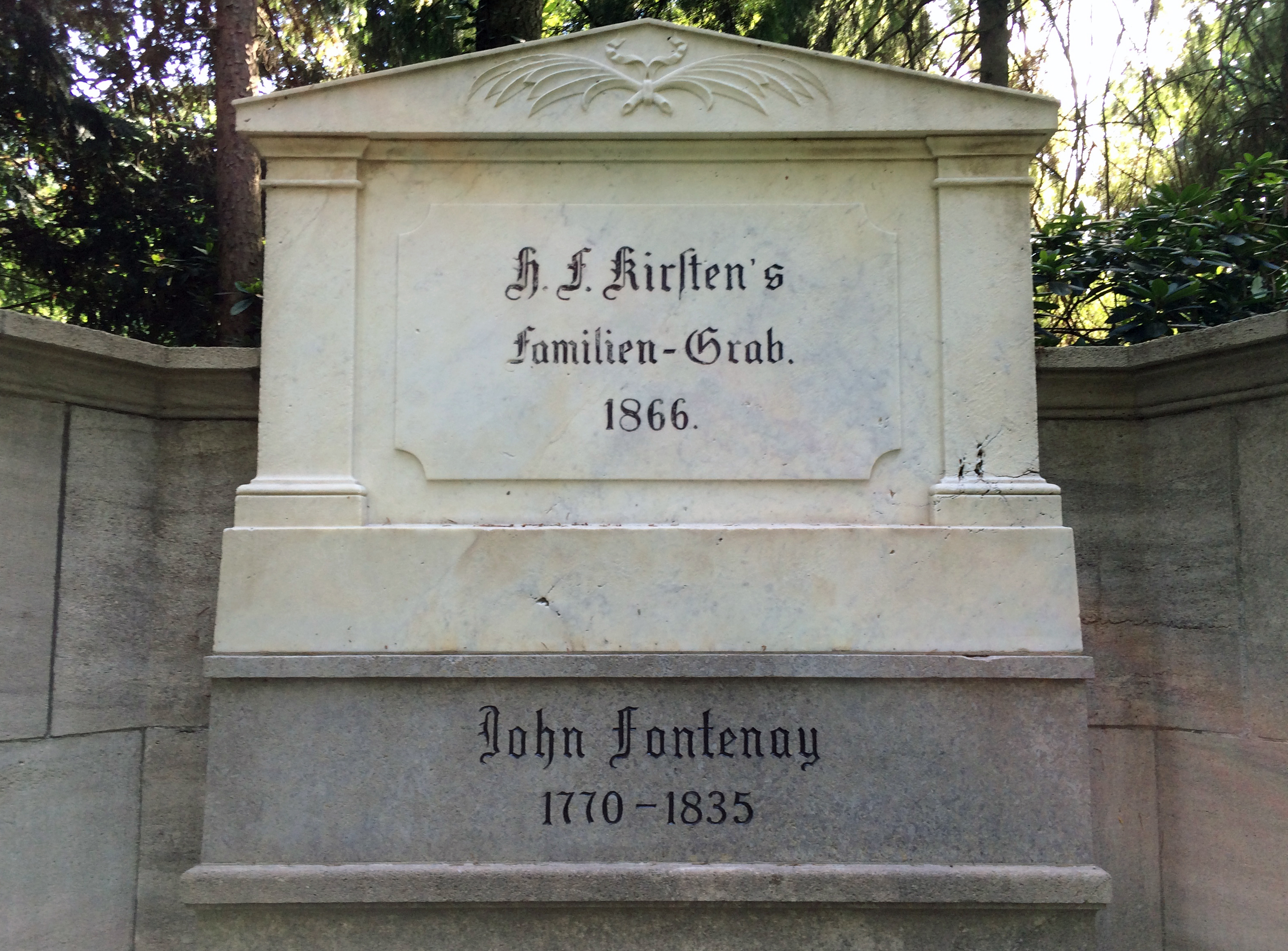
Das heutige Familiengrab H. F. Kirsten auf dem Ohlsdorfer Friedhof

Fontenay starb am 7. März 1835 in seinem Wohnhaus am Mittelweg 185.:S. 228 Seine Witwe Anna Catharina erwarb eine Gruft für die Familie Kirsten auf dem Begräbnisplatz der St. Michaeliskirche vor dem Dammtor. Die Gruft lag nur wenige Fußminuten vom Familienstammsitz entfernt außerhalb der Stadtmauern. Diese stadtnahen Begräbnisplätze wurden 1879 für Beerdigungen geschlossen. Daraufhin erwarb die Familie Kirsten Grabstätten auf dem Ohlsdorfer Friedhof auf Friedhofsdauer (Planquadrat Z 11). Erst seit 1924 liegen hier auch die Gebeine von John Fontenay. Der Mittelteil des ursprünglichen Grabmals und alle sterbliche Überreste der Familie wurden vom Begräbnisplatz der St. Michaeliskirche nach Ohlsdorf verbracht. Eine Gravur mit dem Namen Fontenays auf einer schmalen Marmorplatte am Familiengrab der Kirstens erinnert heute an den berühmten Hamburger Kaufmann amerikanischer Herkunft.

## Nachlass

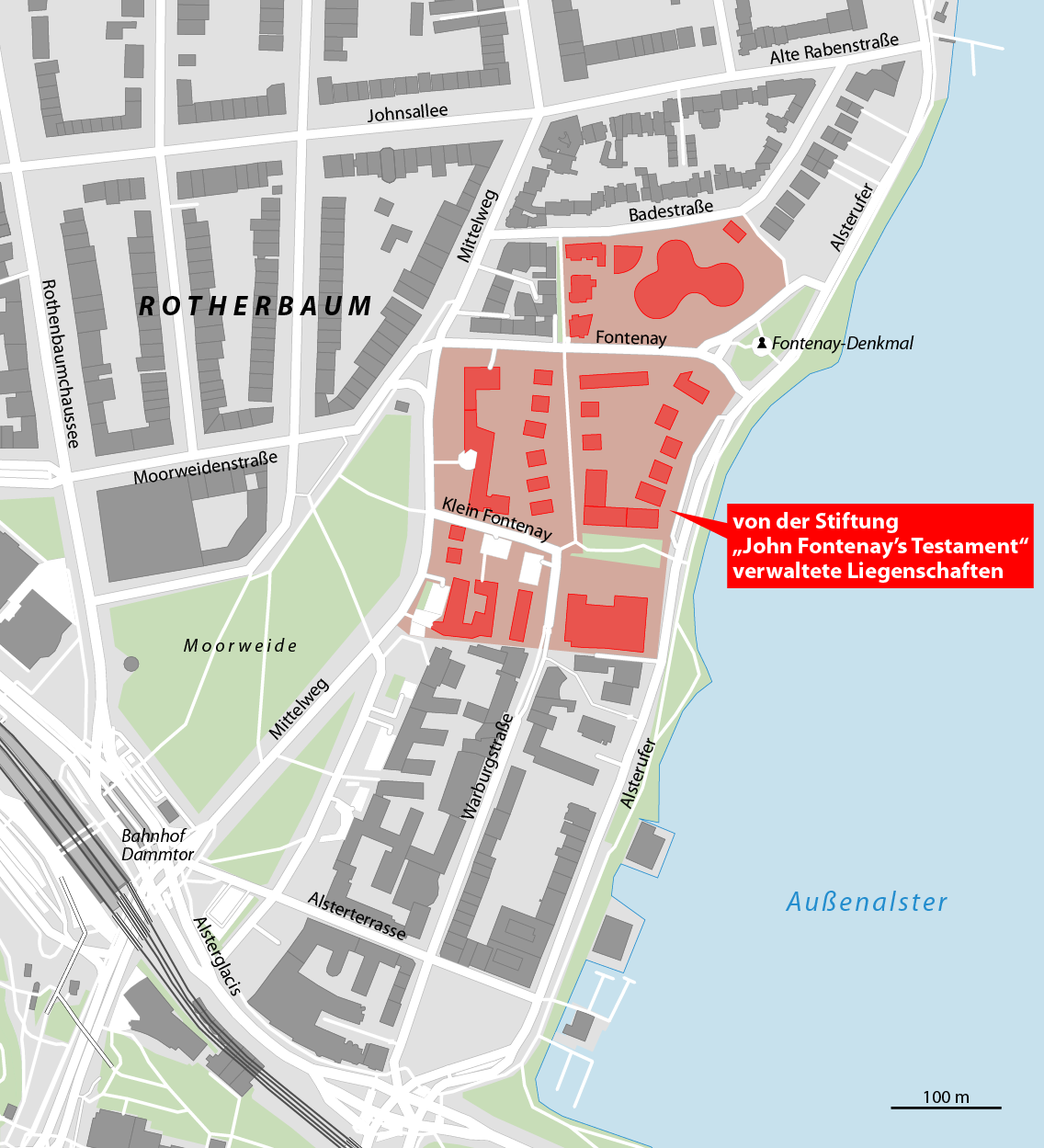
Von der Stiftung „John Fontenay’s Testament“ verwaltete Liegenschaften in Hamburg-Rotherbaum

Das von Fontenay am 25. Oktober 1831 unterzeichnete Testament sah einen Familienfideikommiss vor. Am 28. März 1938 erklärte das Hanseatische Oberlandesgericht für Recht, dass es sich nicht um einen Fideikommiss, sondern um eine Familienstiftung handele. Der Nachlass wird heute von der Stiftung „John Fontenay’s Testament“ verwaltet.: Seite 107
Neben seiner Frau und deren Kindern sah das Testament eine Erbschaft von Jane Bloomore vor. Diese war angeblich das Kind eines Freundes Fontenays aus Amerika und hatte sich als Pflegekind vermutlich seit 1822/23 als damals Dreijährige im Haushalt Fontenays aufgehalten. Fontenay hatte nach seinen Angaben das Geld von Janes Vater erhalten und treuhändisch für dessen Tochter verwaltet. Nach Fontenays Tod führte diese Aussage zu Rechtsstreitigkeiten zwischen Jane Bloomore und der Familie Kirsten.: Seite 82–84 Mutmaßungen der Steuerbehörde, wonach „unsere Pflegebefohlene dem verstorbenen Testator näher verbunden gewesen sei, als das Testament es angebe“, widersprach einer von Fontenays Stiefsöhnen.
Alle heutigen Destinatäre der Stiftung sind Nachkommen von Heinrich Friedrich Kirsten, Fontenays ältestem Stiefsohn.: Seite 109

## Ehrungen und Trivia

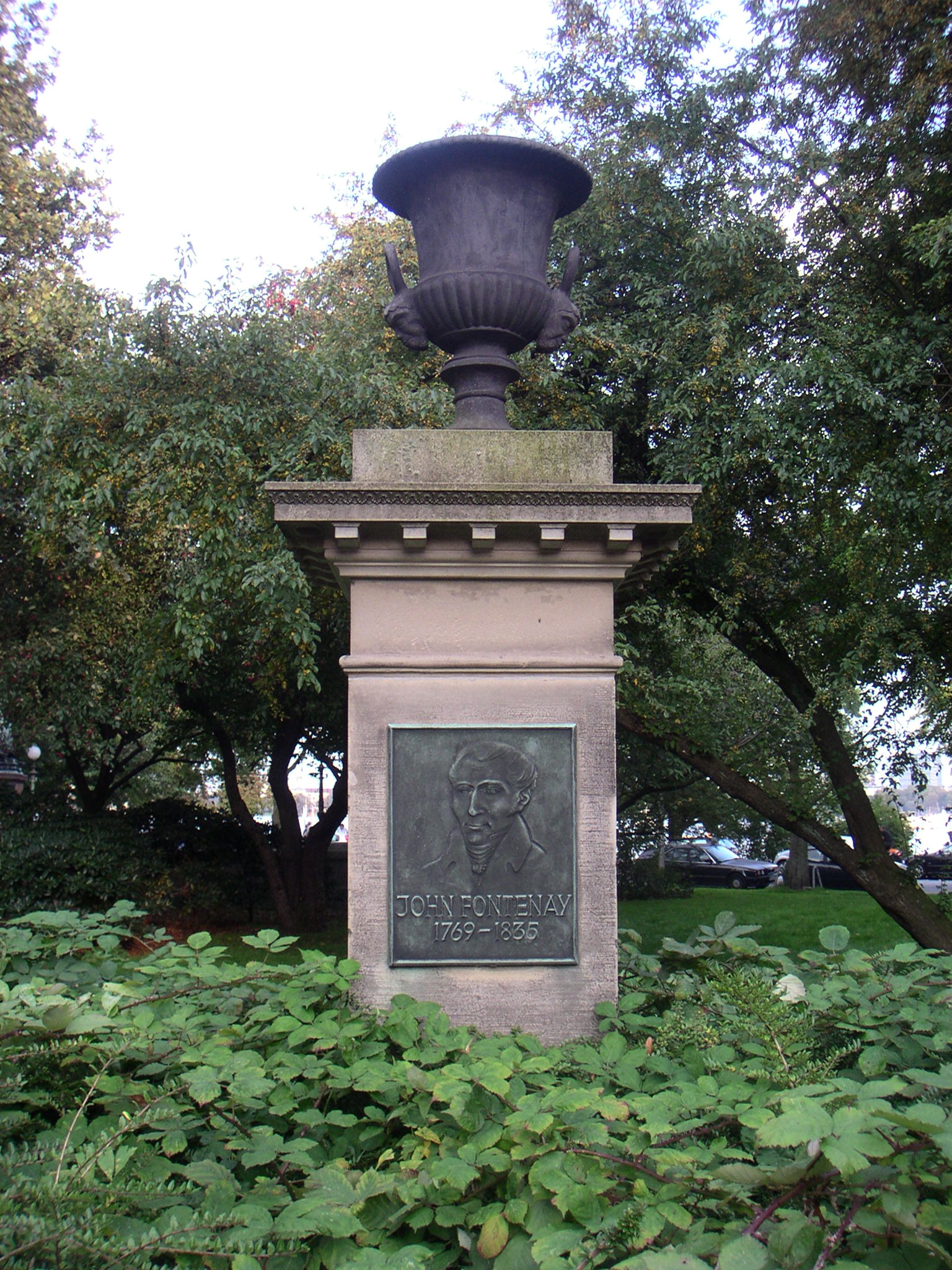
Das Fontenay-Denkmal

- Ein Gebiet an der südwestlichen Außenalster im Hamburger Stadtteil Rotherbaum wird heute als „Fontenay“ bezeichnet.
- Die Straßen Fontenay, Klein Fontenay und die Fontenay-Allee tragen den Namen des Reeders.
- Sowohl Fontenays Gartenhaus als auch sein Wohnhaus sind erhalten geblieben und stehen heute unter Denkmalschutz. Sie befinden sich bei den Hausnummern 183 und 185 des Hamburger Mittelwegs.
- An Fontenay erinnert das Fontenay-Denkmal, welches seit 1926 an der Straße Fontenay unweit des Kriegerdenkmals steht.[2]: Seite 79
- Der Kaufvertrag Fontenays mit Blaydes, Loft und Gee über das Segelschiff Frau Anna ist erhalten geblieben und wird in der Schatzkammer des Hamburger Staatsarchivs aufbewahrt. Es handelt sich dabei um ein 70 mal 85 Zentimeter großes Schriftstück, das in altem Englisch verfasst und auf Pergamentpapier geschrieben wurde. Aufgrund der am oberen Rand gezackten Form wird es „Indenture“ genannt.[2]: Seite 60
- Fontenay pflanzte an seinem Wohnhaus im Mittelweg 185 eine Platane, von der er angeblich für jedes seiner Kinder einen Nachkommen zog und diese hinter seinem Haus einpflanzte. Nachdem eine Tochter 1833 verstorben war, ließ er einen der vier Bäume fällen. Die anderen Bäume sind erhalten geblieben und stehen heute unter Naturschutz. Ob diese drei Bäume tatsächlich von der Stammplatane abstammen, deren Pflanzjahr Experten auf das Jahr 1807 datieren, ist nicht bewiesen.[2]: Seite 78f.
- 1824 ließ Fontenay am Mittelweg fünf Häuser errichten, die aufgrund der Bauform im Volksmund „Teedosen“ genannt wurden. Drei der Häuser wurden kurz vor Ende des Zweiten Weltkriegs 1945 zerstört, die anderen Gebäude 1951 abgerissen.[2]: Seite 78
- Die „Friends of Swan Island“ präsentieren heute im ehemaligen Wohnhaus von Rebecca Dumaresq und Silvester Gardiner einen der Räume als Fontenays Geburtszimmer.[2]: Seite 18f.
- Seit 2014 lässt der Hamburger Investor Klaus-Michael Kühne im Bereich der Fontenay auf dem Grundstück des ehemaligen Interconti-Hotels das Hotel „The Fontenay“ bauen. Die Fertigstellung sollte 2016 sein und wurde dann auf das Frühjahr 2018 verschoben. Nach Kühnes Angaben soll es „das beste Hotel Deutschlands“ werden.[5][6]